# Дунавска пъстърва
Дунавската пъстърва (Hucho hucho) е вид риба от рода Таймен. Естествен обитател на река Дунав. Видът е застрашен от изчезване. В България са внесени рибки от Чехия в опит да се възстанови популацията и по нашата част на Дунава.

## Описание
Окраската ѝ е розово-бежова с кафяви и черни точки по тялото. В миналото този вид риба е достигал огромни размери – има данни за уловена риба с тегло 52 kg. В днешно време екземплярите са значително по-дребни. На дължина тази пъстърва достига 80 – 90 cm, а на тегло 10 – 12 кг. Храни се предимно с риба и водни животинки.